# Spoorlijn Krebsöge - Anschlag
De spoorlijn Krebsöge - Anschlag was een Duitse spoorlijn en was als spoorlijn 2704 onder beheer van DB Netze.

## Geschiedenis
Het traject werd door de Preußische Staatseisenbahnen in fases geopend.  
- Krebsöge - Radevormwald: 1 november 1889
- Radevormwald - Anschlag: 30 juni 1910

Tussen 1968 en 1980 werd de lijn gesloten en vervolgens opgebroken.

## Aansluitingen
In de volgende plaatsen was er een aansluiting op de volgende spoorlijnen:
Krebsöge
DB 2703, spoorlijn tussen Remscheid-Lennep en Wuppertal-Rauenthal
Anschlag
DB 2814, spoorlijn tussen Oberbrügge en Wipperfürth